# Гарреттсвілл (Огайо)
Гарреттсвілл (англ. Garrettsville) — селище (англ. village) в США, в окрузі Портадж штату Огайо. Населення — 2449 осіб (2020).

## Географія
Гарреттсвілл розташований за координатами 41°17′4″ пн. ш. 81°5′31″ зх. д. / 41.28444° пн. ш. 81.09194° зх. д. (41.284385, -81.091868).  За даними Бюро перепису населення США в 2010 році селище мало площу 6,55 км², з яких 6,51 км² — суходіл та 0,04 км² — водойми.

## Демографія
Згідно з переписом 2010 року, у селищі мешкало 2325 осіб у 964 домогосподарствах у складі 629 родин. Густота населення становила 355 осіб/км².  Було 1054 помешкання (161/км²).
Расовий склад населення:
| - 97,8 % — білих - 0,5 % — чорних або афроамериканців - 0,3 % — азіатів |

До двох чи більше рас належало 1,0 %. Частка іспаномовних становила 0,9 % від усіх жителів.
За віковим діапазоном населення розподілялося таким чином: 23,9 % — особи молодші 18 років, 62,3 % — особи у віці 18—64 років, 13,8 % — особи у віці 65 років та старші. Медіана віку мешканця становила 41,0 року. На 100 осіб жіночої статі у селищі припадало 93,3 чоловіків;  на 100 жінок у віці від 18 років та старших — 90,9 чоловіків також старших 18 років.
Середній дохід на одне домашнє господарство  становив 66 091 долар США (медіана — 53 750), а середній дохід на одну сім'ю — 77 711 долар (медіана — 68 218). Медіана доходів становила 47 759 доларів для чоловіків та 34 750 доларів для жінок. За межею бідності перебувало 11,1 % осіб, у тому числі 14,6 % дітей у віці до 18 років та 5,0 % осіб у віці 65 років та старших.
Цивільне працевлаштоване населення становило 1426 осіб. Основні галузі зайнятості: освіта, охорона здоров'я та соціальна допомога — 22,6 %, виробництво — 20,7 %, роздрібна торгівля — 9,4 %, мистецтво, розваги та відпочинок — 7,8 %.